# 临空非物质文化遗产展示厅
临空非物质文化遗产展示厅（英文：Linkong Intangible Cultural Heritage Exhibition Hall）位于中華人民共和國上海市长宁区金钟路999号C幢1楼，是上海虹桥临空经济园区唯一一家非物质文化遗产展示厅，在2019年列为文化发展专项资金拟扶持项目，朵云轩和上海邮政曾在此举办过木板水印展和都市旅游卡邮折首发仪式，对外免费。